# Houplines
Houplines är en kommun i departementet Nord i regionen Hauts-de-France i norra Frankrike. Kommunen ligger i kantonen Armentières som tillhör arrondissementet Lille. År 2022 hade Houplines 7 907 invånare.

## Befolkningsutveckling
Antalet invånare i kommunen Houplines
| Referens: INSEE |